# Sahaba

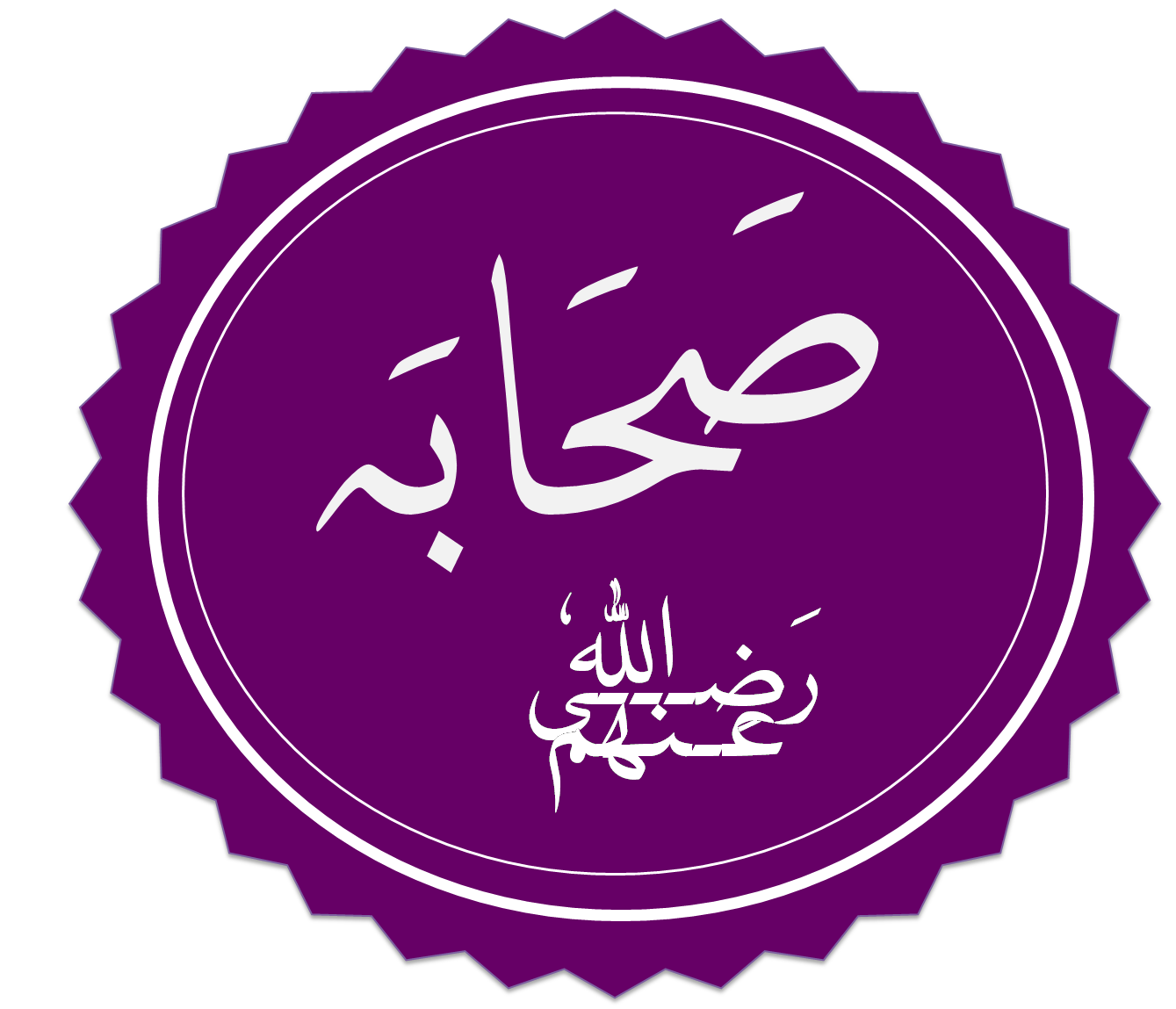
Le mot sahaba en arabe.

Dans l'islam, les sahaba (en arabe : صَحابي  ج صَحابة / ṣaḥābî pl. ṣaḥāba: compagnon) sont les musulmans de la première génération, qui se sont convertis du vivant de Mahomet et qui ont donc vécu avec lui. Ils ont par la suite été tenus pour des autorités en matière de hadith.  
De nombreux textes détaillent leurs vies et leur vertus. De ce fait, les musulmans leur attribuent une haute autorité morale. Néanmoins, ces constructions historiographiques font que la question de l'historicité de ces personnages se pose. 

## Origine du mot
Le mot ṣaḥāba (صَحابة) est la simplification de l'expression « compagnons du Prophète » (ashāb al-nabī) et dérive de la racine sémitique ṣ-ḥ-b. 
À la différence de l'expression ashāb al-nabī et de la forme plurielle ṣaḥāba, le terme « compagnon » est présent à plusieurs reprises dans le Coran, où il a le sens de « témoin » comme lorsqu'il est utilisé pour désigner un compagnon de Moïse (18.76) ou de « protecteur » (43.21). À trois reprises, le Coran qualifie Mahomet de « compagnon », mais toujours en liens avec des incroyants. À une seule reprise, dans une interpolation tardive (9:40), un homme est considéré comme compagnon de Mahomet mais, dans le contexte, cela s'explique par le fait qu'ils sont ensemble dans une grotte. « La notion de “compagnons du Prophète” comme corps défini avec une autorité théologico-politique spéciale » est donc absente du Coran.

## Mise en place d'une définition

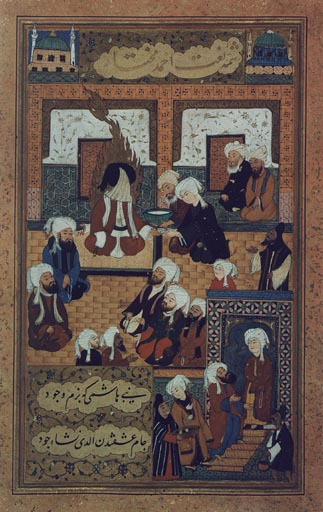
Mahomet au milieu des sahabah, miniature turque de la fin du XVIe siècle

L'expression "Compagnon du Prophète" est utilisée pour désigner des contemporains de Mahomet, qui l'ont connu personnellement et ont été présents lors des moments importants de sa vie. Plus largement, il peut désigner ceux qui ont connu ou vu Mahomet. Ceux-ci sont divisés en deux groupes, les Émigrants, qui ont accompagné Mahomet à Médine et les Auxiliaires qui les y ont accueillis. 
La question de la succession de Mahomet a créé une fracture dans la communauté musulmane et entre différents groupes de croyants. Ces tensions ont entrainé une "structuration socio-politique" entre les compagnons et d'autres groupes. Ce processus créait une stratigraphie entre croyants va être à l'origine d'un corpus important de textes à partir du IXe siècle. 
Les premières tentatives pour définir les sahaba remontent au début du IIe siècle de l'Hégire, avec notamment Boukhari, qui en donne une brève définition au début de son Sahih. Par la suite, le simple fait d'avoir vu Mahomet devient objet de débat pour la définition des sahaba. D'après Ibn al-Athir, la classification des sahaba était courante à l'époque d'Al Wakidi. 
L'usage de ce terme a évolué dans la pensée religieuse musulmane et a formé progressivement, dans la littérature des hadiths, un concept particulier. Ils y sont devenus les principaux transmetteurs de ces hadiths, puis ont été considérés par les penseurs médiévaux du sunnisme comme des transmetteurs dignes de confiance. Ils sont considérés comme les garants de la véracité des hadiths. Dans l'islam traditionnel, les sahaba sont considérés comme les transmetteurs dignes de confiance des propos, des gestes et des instructions du prophète de l'islam.  "Les Compagnons ont eu alors un statut particulier et central dans la constitution de la pensée musulmane traditionnelle, puisque leurs noms contribuèrent à l'élaboration progressive du hadith comme source normative du droit et de la théologie".

## Historicité
Les spécialistes des hadiths ont particulièrement écrit sur les compagnons et leurs vies sont racontées par des collections de hadiths qui mettent en valeur leurs vertus.  Une tradition propre, à l'instar de celle de Mahomet, sera attribuée par des juristes à certains d'entre eux. Leurs propres gestes et propos sont aussi dignes d'imitation et leur "respectabilité" est devenu très tôt un article de foi de ce qui deviendra le sunnisme. Leurs vies sont aussi racontés dans des ouvrages consacrés aux savants, transmetteurs de hadiths et personnages exceptionnels. Ils sont considérés comme dignes d'imitation, "en particulier dans l'histoire des rites musulmans". L'exaltation des qualités de ces compagnons apparaît dans des écrits du début du VIIIe siècle et se développe au IXe siècle. Dans le sunnisme, la prononciation d'une eulogie après la prononciation de leur nom est un devoir. Cette formule est absente des graffitis anciens, ce qui "conforte l’idée d’une mise en place assez tardive de ce type de formules.".
Néanmoins, pour Shoemaker, "les transmetteurs du Ier siècle de l'Hégire - les "compagnons du Prophète" et leurs "Successeurs" - qui sont mentionnés dans les chaines de traditions les plus anciennes constituent l'un des éléments les plus suspects et artificiels de ce système de légitimation". Ainsi, il a été démontré par Goldziher et Schacht qu'un certain nombre des personnalités cités dans les isnad ont été inventés a posteriori à des fins de légitimation. Par exemple, pour certains chercheurs, Maria la Copte est une fiction littéraire,. Les prospections épigraphiques récentes n'ont pas permis d'identifier des compagnons mais seulement des descendants de la génération suivante.
Shoemaker résume ainsi la question : "Ainsi est-il largement admis dans les études occidentales sur les origines de l'islam que quasiment rien de ce qui est rapporté par les sources musulmanes anciennes ne peut être considéré comme authentique, et que la plupart des éléments au sujet de Muhammad et de ses compagnons contenus dans ces récits doivent être considérés avec beaucoup de méfiance". Inscrites dans la tradition musulmane et dans des textes qui, à partir du IXe siècle, "ont donné une image très particulière des grands personnages qui ont marqué l’histoire de l’islam à ses débuts", pour Imbert, "l'image de ces personnages illustres ne reflète plus qu'elle-même". L'étude des graffiti permet de faire tomber le "masque historiographique" : "les califes n’ont plus de titres, les compagnons ne font plus l’objet de pieuses invocations..."

## Compagnons célèbres
Les compagnons les plus illustres sont Abou Bakr As-Siddiq, Omar ibn al-Khattab, Uthman ben Affan, Ali ibn Abi Talib, les quatre premiers califes dits "biens guidés". D'autres, comme Talhah ibn Ubaydullah, Abd ar-Rahman ibn Awf, Sa`d ibn Abi Waqqas, Said ibn Zayd. appartiennent à la catégorie des dix compagnons promis au paradis (Al-'Achara al-Mubashirûna bi-l-Janna). La liste de ces 10 compagnons varie selon les textes.
La nourrice de Mahomet, Oumm Ayman, a une place notable parmi les compagnons.